# کلویی سیمس
کلویی سیمس (به انگلیسی: Chloe Sims) ژیمناست زادهٔ ۲۵ اوت ۱۹۹۰ میلادی اهل کشور استرالیا است.